# Deschutes County
Deschutes County je okres ve státě Oregon v USA. K roku 2010 zde žilo 157 733 obyvatel. Správním městem okresu je Bend. Celková rozloha okresu činí 7 912 km2.

## Sousední okresy
| Růžice kompasu | Linn County | Jefferson County           |               | Růžice kompasu |
| Růžice kompasu | Lane County | Sever                      | Crook County  | Růžice kompasu |
| Růžice kompasu | Lane County | Deschutes County           | Crook County  | Růžice kompasu |
| Růžice kompasu | Lane County | Jih                        | Crook County  | Růžice kompasu |
| Růžice kompasu |             | Lake County Klamath County | Harney County | Růžice kompasu |